# وویچیخ فورتونا
وویچیخ فورتونا (انگلیسی: Wojciech Fortuna؛ زادهٔ ۶ اوت ۱۹۵۲) اسکی‌باز پرش اهل لهستان بود.